# Политика Новой Шотландии
Политика Новой Шотландии функционирует по вестминстерской системе в рамках канадского федерализма, как и другие провинции Канады. Новая Шотландия имеет однопалатный законодательный орган, состоящий из 52 кресел (Палату ассамблеи Новой Шотландии). Выборы проходят не реже, чем каждые 5 лет, но могут быть объявлены в любой момент лейтенант-губернатором (представителем Короны в провинции) по совету премьер-министра. Премьер-министр является главой партии, получившей наибольшее число кресел в Палате ассамблеи.

## Партии, представленные вПалате ассамблеи
- Прогрессивно-консервативная ассоциация Новой Шотландии
- Либеральная партия Новой Шотландии
- Новая демократическая партия Новой Шотландии

## Другие партии
- Зелёная партия Новой Шотландии
- Марихуана
- Партия Новой Шотландии

## Исчезнувшие партии
- Антиконфедерация
- Лейбористская партия Кейп-Бретона
- Партия конфедерации